# Ida Ou Gailal
Ida Ou Gailal är en ort i Marocko.   Den ligger i regionen Souss-Massa, 400 km söder om huvudstaden Rabat.